# ジエチレングリコールモノメチルエーテル
ジエチレングリコールモノメチルエーテル (Diethylene glycol monomethyl ether) とは有機化合物の一種である。ジエチレングリコールのヒドロキシ基が1個メチル化された化合物。
使用用途は氷結防止剤、印刷インキ、染料、粘度調整剤、樹脂溶剤、工業用中間原料など。
JP-5ジェット燃料の氷結防止剤として販売されている。
消防法に定める第4類危険物 第3石油類に該当する。